# Exomalopsis auropilosa
Exomalopsis auropilosa là một loài Hymenoptera trong họ Apidae. Loài này được Spinola mô tả khoa học năm 1853.